# Et øye på hver finger
Et øye på hver finger är en norsk svartvit komedifilm från 1961 i regi av Nils-Reinhardt Christensen. I rollerna ses bland andra Georg Løkkeberg, Trulte Heide Steen och Harald Heide Steen.

## Handling
En ny radarantenn under kodnamnet R.A. 19 X ska placeras i en liten garnisonsby vid den norska kusten. Antennen vaktas av en grupp soldater. Tre av dessa anmäler sig till att spela upp till dans på badhotellet. Översten har dottern Maja, som av en slump hamnar på hotellet. En serie otrevliga händelser följer.

## Rollista
- Georg Løkkeberg – John Miller
- Trulte Heide Steen – Maja Allnes
- Harald Heide Steen – överste Allnes
- Tor Stokke – Arne Allnes, löjtnant
- Sissel Juul – Minnie, servitris
- Henki Kolstad – direktör Anatol
- Carsten Winger – Bredesen
- Alf Malland – mörk herre i svart bil
- Frithjof Fearnley – man med mustasch
- Per Rønningen – man i badrock
- Sverre Holm – man i länstol
- Anja Breien – kvinna i säng
- Benyoucef Jacquesson – röst i en radiotelefon
- Sven Libaek – Helge, medlem i gruppen The Windjammers
- Harald Tusberg – Hamlet, medlem i gruppen The Windjammers
- Tim Gaunt – Hugo, medlem i gruppen The Windjammers
- Nøste Schwab – Fru Allnes
- Anders Ljono – rektor
- Tore Foss – generalen
- Torbjørn Lein – Gustav
- Kjetil Bang-Hansen – förmannen
- Geir Sørnes Hansen – pojke
- Turid Balke – Fiffa
- Wenche Medbøe – Kari
- Aud Schønemann – Rivjärnet
- Britta Lech-Hanssen – Fru Neslund
- Randi Brænne – Madame
- Tom Remlov – Dag Allnes
- Erna Schøyen – Fru Matheus
- Pelle Bjørgan – sergeanten
- Henny Skjønberg – värdinnan Strandveien 104
- Erik Lassen – Herr Svenson

## Om filmen
Et øye på hver finger bygger på Ingeborg Storms roman med samma namn. Filmen producerades av bolagen Norsk Film A/S och NRC-Film A/S med Bjarne Stokland som produktionsledare. Den regisserades av Nils-Reinhardt Christensen som också skrev filmens manus. Den fotades av Sverre Bergli och klipptes av Olav Engebretsen. Musiken komponerades av Egil Monn-Iversen med sångtext av Christensen. Filmen hade premiär den 26 december 1961 i Norge.